# Susie Berning
Susie Berning, née le 22 juillet 1941 à Pasadena (Californie) et morte le 2 octobre 2024 à Palm Springs (Californie),, est une golfeuse professionnelle américaine.

## Biographie
Ayant concouru également sous son nom marital « Susie Maxwell », elle y est l'une des meilleures golfeuses du circuit dans les années 1960, 1970 et 1980 remportant quatre tournois majeurs, le Western Open en 1965 puis l'Open américain en 1968, 1972 et 1973. Elle compte au total treize victoires professionnelles dont onze sur le circuit LPGA.
Elle intègre le World Golf Hall of Fame en 2021.

## Palmarès

### Victoires professionnelles
| N° | Date       | Circuit principal | Tournoi        | Score           | Par  | Marge   | Finaliste                           |
| -- | ---------- | ----------------- | -------------- | --------------- | ---- | ------- | ----------------------------------- |
|    | 13/06/1965 | LPGA              | Western Open   | 73-72-76-69=290 | - 2  | 3 coups | Marlene Hagge                       |
|    | 07/07/1968 | LPGA              | Open américain | 69-73-76-71=289 | + 5  | 3 coups | Mickey Wright                       |
|    | 02/07/1972 | LPGA              | Open américain | 79-76-73-71=299 | + 11 | 1 coup  | Kathy Ahern Pam Barnett Judy Rankin |
|    | 22/07/1973 | LPGA              | Open américain | 73-77-69-72=290 | - 3  | 5 coups | Gloria Ehret Shelley Hamlin         |